# Arbetsförmedlingen

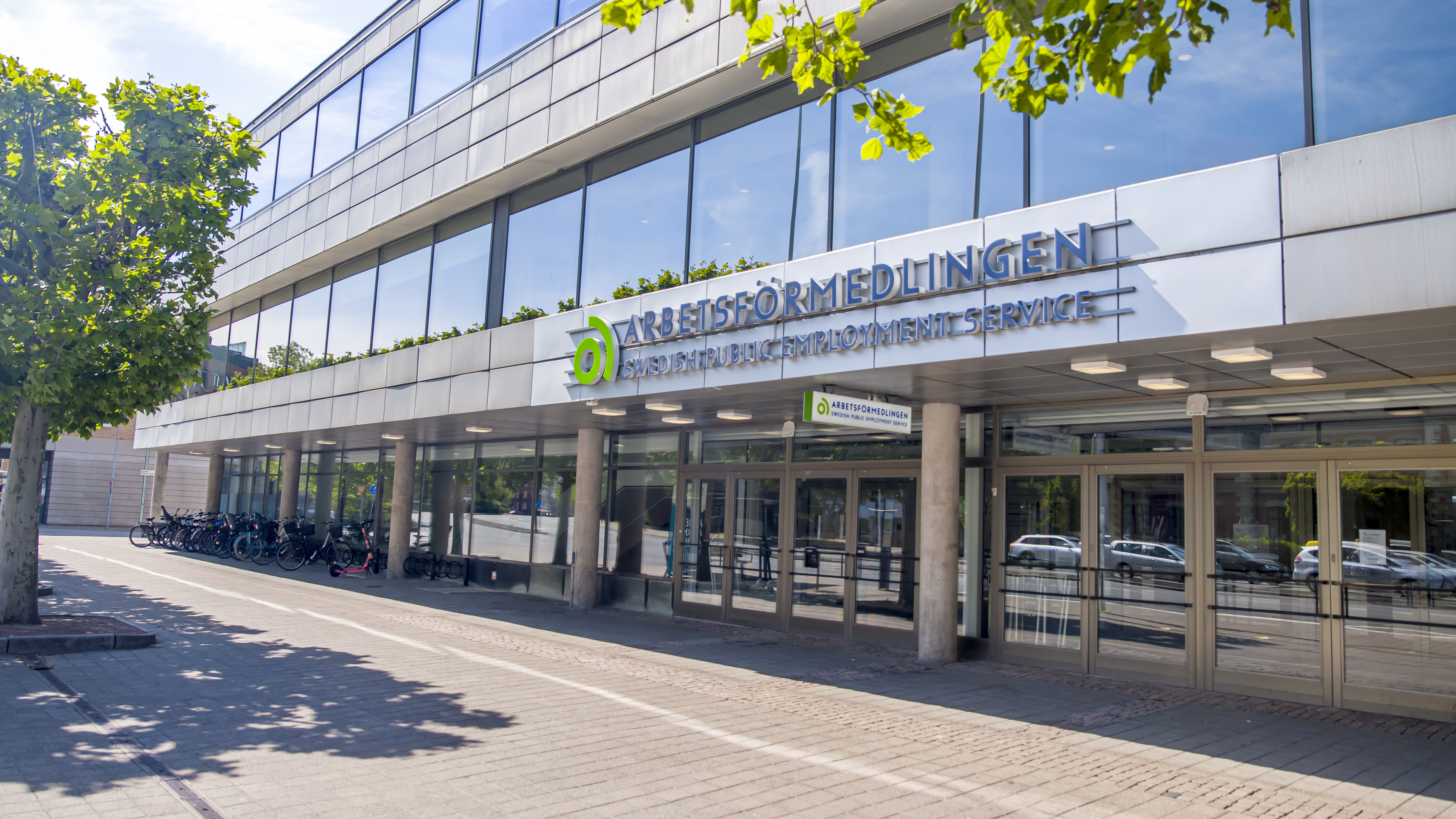
Arbetsförmedlingen i Malmö.

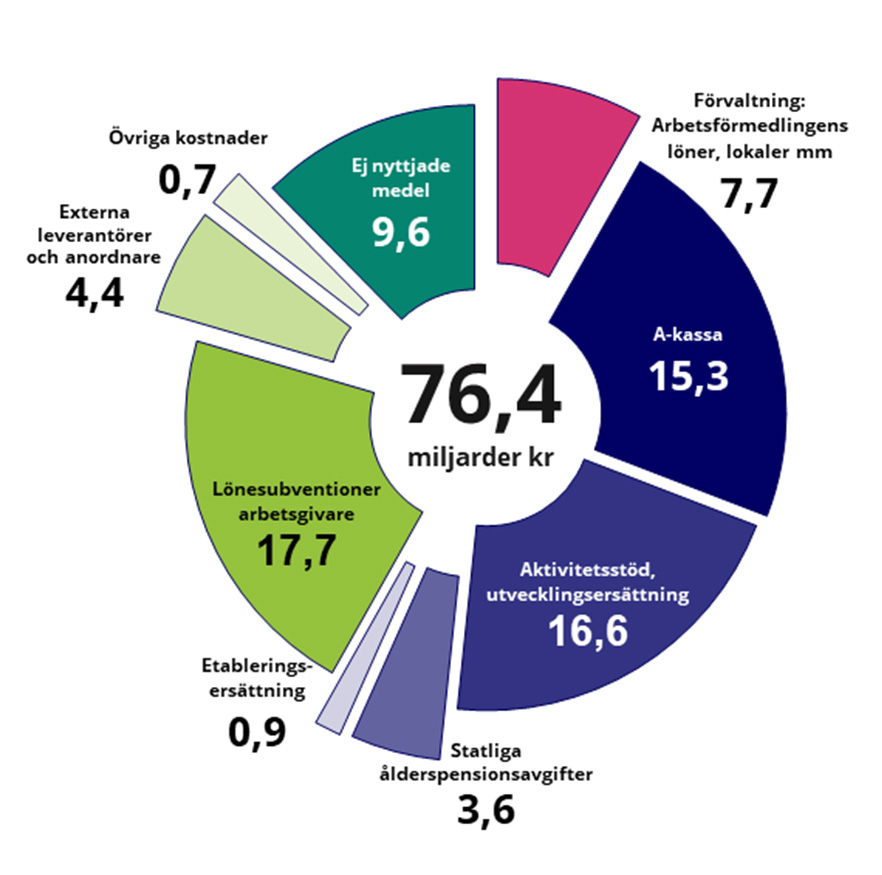
Arbetsförmedlingens användning av medel 2023

Arbetsförmedlingen (ibland förkortat AF, kallas på engelska Swedish Public Employment Service) är en svensk statlig förvaltningsmyndighet, som sorterar under Arbetsmarknadsdepartementet och ansvarar för offentlig arbetsförmedling och arbetsmarknadspolitisk verksamhet.
Arbetsförmedlingens huvudkontor ligger i Solna utanför Stockholm.

## Verksamhet
Arbetsförmedlingen har till uppgift att förbättra arbetsmarknadens funktionssätt genom att effektivt sammanföra dem som söker arbete med dem som söker arbetskraft, att prioritera dem som befinner sig långt från arbetsmarknaden samt att bidra till att stadigvarande öka sysselsättningen på lång sikt.
Myndigheten ska stötta arbetssökande i jobbsökandet och vid behov sätta in åtgärder som gör individerna mer matchningsbara på arbetsmarknaden. Likaså bistå arbetsgivare som har rekryteringsbehov att hitta kompetensen de söker. I de fall arbetsgivare är beredda att anställa personer som står längre från arbetsmarknaden kan Arbetsförmedlingen betala ut olika typer av stöd, till exempel nystartsjobb och lönebidrag.
Arbetsförmedlingen ska även sköta det så kallade kontrolluppdraget i arbetslöshetsförsäkringen. Det innebär att kontrollera att arbetssökande fullgör vissa åtaganden som krävs för att få ersättning från a-kassan, till exempel att vara aktivt arbetssökande.
En stor del av Arbetsförmedlingens traditionella service till arbetssökande är idag privatiserad och utförs av externa leverantörer som upphandlas i enlighet med Lagen om offentlig upphandling (LOU). Inom Arbetsförmedlingen pågår för närvarande ett omfattande förnyelsearbete som bland annat omfattar ökad digital service och fler distansservicetjänster.

## Arbetsförmedlingens uppgifter i krig
Den 1 oktober 2022 trädde en myndighetsreform för civilt försvar och krisberedskap i kraft, vilket innebar att Arbetsförmedlingen fick ett utpekat ansvar som beredskapsmyndighet inom sektorn för ekonomisk säkerhet.
Som beredskapsmyndighet har Arbetsförmedlingen ansvar för att säkerställa ekonomisk trygghet, med särskilt fokus på ersättningar till enskilda vid arbetslöshet. Detta innebär att myndigheten ska ha god förmåga att motstå hot och risker, förebygga sårbarheter samt hantera krissituationer och uppgifter vid höjd beredskap.
För att uppfylla dessa krav krävs det att Arbetsförmedlingen utvecklar sin organisation och sina arbetsformer under höjd beredskap. Detta arbete är resurskrävande och myndigheten har därför hemställt om ökade förvaltningsanslag för att täcka kostnader för systemstöd, ökad robusthet och personal.
Arbetsförmedlingen har två beredskapsuppdrag:
- att upprätthålla och säkerställa ersättningar till enskilda
- att stå för personalförsörjning till totalförsvaret – den allmänna tjänsteplikten.

Alla i Sverige som är mellan 16 och 70 år är totalförsvarspliktiga. Totalförsvarsplikten uppfylls genom värnplikt, civilplikt eller allmän tjänsteplikt.
Om regeringen aktiverar allmän tjänsteplikt har Arbetsförmedlingen mandat att besluta om vilka som ska gå till sitt vanliga jobb under plikt och vilka som ska anvisas att utföra arbete som är viktigt för totalförsvaret. Det gäller i första hand arbetslösa, men kan även komma att omfatta dem som är i arbete om situationen så kräver. Det kan till exempel handla om att du som är sjukvårdsutbildad blir anvisad till arbete på ett sjukhus.

## Historik
Fram till den 1 januari 2008 var Arbetsförmedlingen i Sverige en samlande benämning på den del av länsarbetsnämndernas verksamhet som sysslade med arbetsförmedling samt namnet på de cirka 325 lokala kontoren. Dessa tillhörde respektive länsarbetsnämnd, som i sin tur ingick i Arbetsmarknadsverket (AMV). När myndigheten Arbetsförmedlingen bildades den 1 januari 2008, ersatte den Arbetsmarknadsverket med chefsmyndigheten Arbetsmarknadsstyrelsen (AMS), och de 20 länsarbetsnämnderna. 
Arbetsförmedling var fram till 1993 enbart en statlig verksamhet, men därefter har Arbetsförmedlingen konkurrens av en rad privata företag som mot betalning erbjuder liknande tjänster. 

### Växande organisation 2008 till 2018
Arbetsförmedlingen växte från 9 300 anställda i augusti 2008, till 13 700 anställda i slutet av 2018. Det är i huvudsak två förändringar i samhället som låg bakom Arbetsförmedlingens utbyggnad. Dels den förändrade politiken kring sjukförsäkringen, där Arbetsförmedlingen fick ett utökat ansvar för att stötta tidigare sjukskrivna att återinträda på arbetsmarknaden, dels det så kallade etableringsuppdraget av nyanlända. Andelen högutbildade och utrikes födda arbetsförmedlare ökade under motsvarande period.
Regeringen Reinfeldts arbetsmarknadsminister Hillevi Engström gav Arbetsförmedlingen ansvar för att upphandla jobbcoacher och etableringslotsar, och att hitta Fas 3-uppdragsgivare. Arbetet resulterade emellertid i få jobb enligt en studie 2013 av Institutet för arbetsmarknads- och utbildningspolitisk utvärdering (IFAU). Regeringen Löfven I lade snabbt ned etableringslotsar, ersatte Fas 1 och 2 med Stöd och matchning och Fas 3 med Extratjänster och statliga så kallade Moderna beredskapsarbeten.
Under 2018 skapades digitaliseringsavdelningen JobTech med en budget på 40 miljoner kronor.

### Neddragningar och reformering från 2019
Allianspartierna gick under valrörelsen 2018 ut med att man ville avveckla den statliga Arbetsförmedlingen i dess dåvarande form, och ersätta den med en liten myndighet. Man ville konkurrensutsätta matchningen mellan arbetssökande och arbetsgivare genom att överlåta verksamheten på privata aktörer, eftersom man ansåg att matchningsverksamheten fungerade dåligt. Pådrivande var Almega och Svenskt Näringsliv, och förebild var Australien, vars framgångar emellertid är omdiskuterade.
Regeringen Löfven II regerade inledningsvis enligt M:s och Kd:s statsbudget som antogs av riksdagen den 12 december 2018 genom Sverigedemokraternas stöd. I denna budget reducerades arbetsförmedlingens budget avsevärt, trots att de privata aktörerna ännu inte fanns på plats, och trots varningsord från Arbetsförmedlingens socialdemokratiskt tillsatte chef Mikael Sjöberg.
Även i januariavtalet 2019 mellan stödpartierna C och L och regeringspartierna S och MP ingick en privatisering av Arbetsförmedlingen. Ett nytt system baserat på LOV (Lagen om valfrihetssystem) skulle utvecklas där fristående aktörer matchar och rustar arbetssökande för de lediga jobben. Arbetsförmedlingen skulle enligt avtalet finnas kvar som statlig myndighet, men krympas och vara fokuserad på myndighetsansvar i form av kontroll av arbetssökande och av fristående aktörer, arbetsmarknadspolitisk bedömning, digital infrastruktur och statistik och analys. Förändringen av Arbetsförmedlingen skulle vara fullt genomförd under 2021. Särskilt pådrivande bakom en snabb reformering var centerpartiet och dess riksdagsman Martin Ådahl.
Arbetsförmedlingens chef Mikael Sjöberg ansåg sig därmed tvungen att varsla 4 500 anställda i januari 2019 och beslutade snabbt om nedläggning av 132 av 242 lokalkontor, mot arbetsmarknadsminister Ylva Johanssons inrådan. Senare samma vår gav regeringen Arbetsförmedlingen i uppdrag att analysera hur reformen bör genomföras. Arbetsförmedlingen fick ett mycket litet tillskott av regeringen i vårbudgeten 2019.
Vänsterpartiet hotade i november 2019 den nya arbetsmarknadsministern Eva Nordmark med misstroendeförklaring, med hänvisning till "den kaotiska nedmonteringen av Arbetsförmedlingen" som särskilt skulle drabba glesbygdskommuner, där privata aktörer inte finns. Även Moderaterna övervägde att väcka misstroendevotum för att reformen var "ogenomtänkt och illa genomförd". Följaktligen backade de fyra januaripartierna i december 2019 och enades om att Arbetsförmedlingen åter skulle öppna lokalkontor i hela landet, och att inte LOV ska användas.

## Generaldirektörer
- Bo Bylund, januari – april 2008 (generaldirektör på Arbetsmarknadsstyrelsen 2005–2007)
- Lena Liljebäck, tillförordnad, april – augusti 2008
- Angeles Bermudez Svankvist, 1 september 2008 – 25 augusti 2013
- Clas Ohlsson, tillförordnad, 25 augusti 2013 – 17 mars 2014
- Mikael Sjöberg, 17 mars 2014 – 5 december 2019[27]
- Maria Mindhammar, 5 december 2019 – 18 september 2023[28][29]
- Lars Lööw, tillförordnad, 18 september 2023 – 29 februari 2024
- Maria Hemström Hemmingsson, 1 mars 2024 –